# لایونز، ایندیانا
لایونز (به انگلیسی: Lyons) یک شهرک در ایالات متحده آمریکا است که در شهرستان گرین، ایندیانا واقع شده‌است. لایونز ۲٫۲۴ کیلومتر مربع مساحت و ۷۴۲ نفر جمعیت دارد و ۱۶۲ متر بالاتر از سطح دریا واقع شده‌است.